# I Liceum Ogólnokształcące im. Marii Skłodowskiej-Curie w Ostrzeszowie

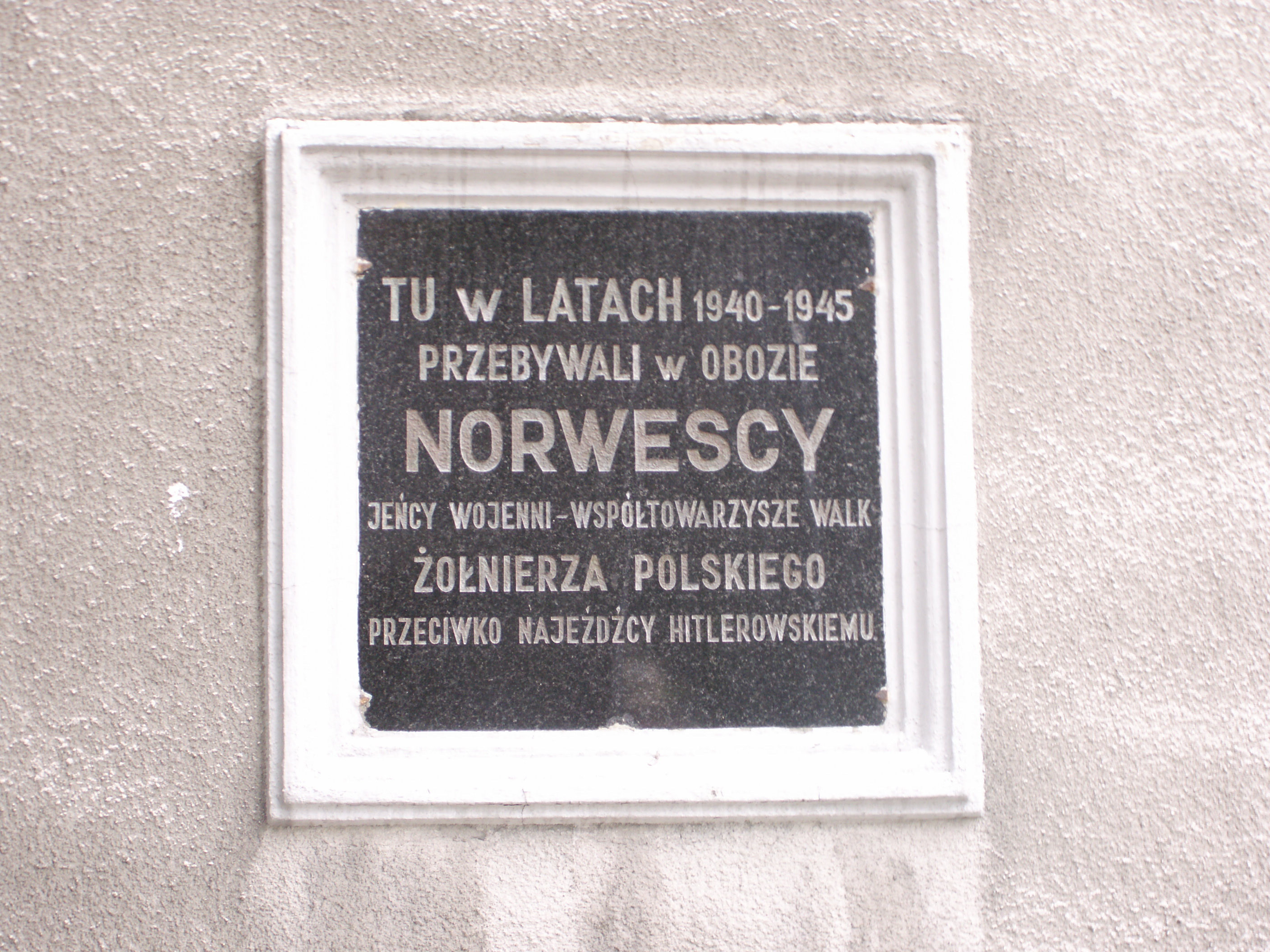
Tablica upamiętniająca pobyt jeńców norweskich w czasie II wojny światowej

I Liceum Ogólnokształcące im. Marii Skłodowskiej-Curie – najstarsza szkoła ponadpodstawowa w Ostrzeszowie, o tradycjach sięgających 1920.

## Historia
- 1 kwietnia 1920 – rozpoczęcie działalności Miejskiego Koedukacyjnego Gimnazjum Humanistycznego pod kierownictwem Wandy Brodzkiej
- 1932–1939 – prowadzenie Gimnazjum żeńskiego przez Zgromadzenie Sióstr Najświętszej Rodziny z Nazaretu
- wrzesień 1948 – powstanie Szkoły Ogólnokształcącej Stopnia Podstawowego i Licealnego
- 21 czerwca 1954 – likwidacja Prywatnego Gimnazjum Męskiego Towarzystwa Salezjańskiego
- 1959 – przekształcenie Szkoły Ogólnokształcącej Stopnia Podstawowego i Licealnego na Liceum Ogólnokształcące w Ostrzeszowie i Szkołę Podstawową w Ostrzeszowie 30
- 1976 – rozpoczęcie budowy sali gimnastycznej
- 1978 – do użytku oddana zostaje sala gimnastyczna
- 1978 – z okazji obchodów XXX-lecia szkoły, wicekurator Oświaty i Wychowania w Kaliszu – mgr K. Adamski, dokonuje aktu nadania szkole imienia Marii Skłodowskiej-Curie
- 13 kwietnia 2018 – do użytku oddane zostaje boisko wielofunkcyjne[1]
- 2020 – przeprowadzona zostaje renowacja elewacji budynku[2]

## Dyrektorzy szkoły
- Wanda Brodzka 1920–1921
- Józef Wolff 1921–1922
- Ignacy Łukasik 1922–1923
- Jan Stanisław Roj 1 września – 1 grudnia 1923
- Karol Banszel 1923–1924
- Mirosław Toporowski 1924–1925
- Kazimierz Kocańda 1925–1926
- Jan Kotlarz 1926–1929
- Jan Łupiński 7 grudnia 1929 – 1 września 1930
- Franciszek Szychliński 1930–1931
- Stanisław Czernik 1931–1932
- ks. Adam Cieślar 1932–1934, 21 kwietnia 1945 – sierpień 1945
- ks. Leon Czerwiński 1934–1939, sierpień 1945–1954
- Edward Nowicki 1948–1949
- Józef Michlik 1949–1971
- Zenon Krysiak 1971–1991
- Ryszard Kalina 1991–2016
- Michał Błoch 2016–nadal